# DV (muzyka)

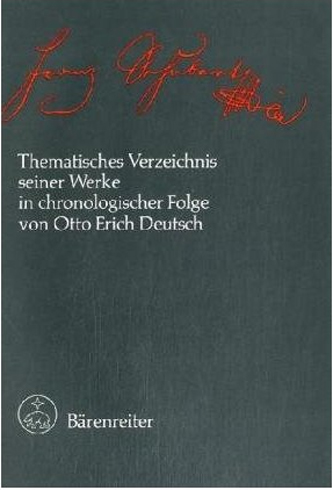
Deutsch-Verzeichnis 1978

DV (Das Deutsch-Verzeichnis) - kompletny wykaz dzieł Franza Schuberta ułożonych w porządku chronologicznym.
Tylko część dzieł Schuberta została opublikowana za jego życia wraz z numeracją opusową. Muzykolodzy do swoich badań potrzebowali kompletnego katalogu, więc taki katalog Franz Schubert – Thematic Catalogue of all his works in chronological order (Franz Schubert - Tematyczny katalog jego wszystkich dzieł w porządku chronologicznym) sporządził niemiecki muzykolog Otto Erich Deutsch i wydał po raz pierwszy w 1951 roku w języku angielskim.
Numery dzieł Schuberta zamieszczonych w tym katalogu zaczynają się literą D: na przykład D 795 oznacza utwór znany też pod numerem Op. 25, czyli cykl pieśni Piękna młynarka (Die schöne Müllerin).